# Ophiomyia suavis
Ophiomyia suavis är en tvåvingeart som beskrevs av Spencer 1966. Ophiomyia suavis ingår i släktet Ophiomyia och familjen minerarflugor. Inga underarter finns listade i Catalogue of Life.